# Rhamphomyia borealis
Rhamphomyia borealis är en tvåvingeart som först beskrevs av Fabricius 1780.  Rhamphomyia borealis ingår i släktet Rhamphomyia och familjen dansflugor.
Artens utbredningsområde är Grönland. Inga underarter finns listade i Catalogue of Life.